# Hội chứng Cotard
Hội chứng Cotard (hoặc ảo tưởng Cotard, hội chứng xác chết biết đi, zombie, cotard delusion và walking corpse syndrome), là một dạng rối loạn tâm thần hiếm gặp, trong đó bệnh nhân có ảo tưởng rằng mình "thật sự" đã chết, cơ thể thối rữa, hoặc đã mất máu hoặc các cơ quan nội tạng. Phân tích thống kê của một đoàn hệ hàng trăm bệnh nhân chỉ ra rằng việc phủ nhận sự tồn tại của bản thân có trong 45% các trường hợp mắc hội chứng Cotard; 55% bệnh nhân còn lại có ảo tưởng về sự bất tử.
Năm 1880, nhà thần kinh học Jules Cotard tình trạng được mô tả là Le délire des négations ("Mê sảng của phủ định"), một hội chứng tâm thần với mức độ nghiêm trọng khác nhau. Một trường hợp nhẹ được đặc trưng bởi sự tuyệt vọng và ghê tởm bản thân, trong khi một trường hợp nặng được đặc trưng bởi ảo tưởng phủ định dữ dội và trầm cảm tâm thần mãn tính.
Trường hợp của "Mademoiselle X" mô tả một người phụ nữ từ chối sự tồn tại của các bộ phận trên cơ thể và nhu cầu ăn của cô ấy. Cô nói rằng cô đã bị kết án đời đời nguyền rủa và do đó không thể chết một cái chết tự nhiên. Trong quá trình đau khổ "mê sảng phủ định", Mademoiselle X chết vì đói.
Chứng ảo tưởng của Cotard không được đề cập trong Cẩm nang Chẩn đoán và Thống kê về Rối loạn Tâm thần (DSM)  hoặc ấn bản thứ mười của Phân loại Thống kê Quốc tế về Bệnh tật và Các vấn đề Sức khỏe Liên quan (ICD-10) của Tổ chức Y tế Thế giới.

## Các dấu hiệu và triệu chứng
Ảo tưởng phủ định là triệu chứng trung tâm trong hội chứng Cotard. Bệnh nhân thường phủ nhận sự tồn tại của chính họ, sự tồn tại của một bộ phận cơ thể nào đó, hoặc sự tồn tại của một phần cơ thể của họ. Hội chứng Cotard tồn tại trong ba giai đoạn: (i) Giai đoạn nảy mầm: xuất hiện các triệu chứng rối loạn tâm thần và chứng đạo đức giả; (ii) Giai đoạn nở rộ: phát triển đầy đủ hội chứng và ảo tưởng phủ định; và (iii) Giai đoạn mãn tính: tiếp tục hoang tưởng nghiêm trọng cùng với trầm cảm tâm thần mãn tính.
Hội chứng Cotard đẩy người đau khổ tách rời khỏi những người khác do bỏ bê vệ sinh cá nhân và sức khỏe thể chất của họ. Ảo tưởng phủ định bản thân khiến bệnh nhân không thể hiểu được thực tại bên ngoài, từ đó tạo ra cái nhìn méo mó về thế giới bên ngoài. Những ảo tưởng về sự phủ định như vậy thường thấy ở bệnh tâm thần phân liệt. Mặc dù chẩn đoán hội chứng Cotard không yêu cầu bệnh nhân phải có ảo giác, nhưng ảo tưởng phủ định mạnh có thể so sánh được với bệnh nhân tâm thần phân liệt.

### Thực tế méo mó
Bài báo Betwixt Life and Death: Case Studies of the Cotard Delusion (1996) mô tả một trường hợp hiện đại về chứng ảo tưởng của Cotard xảy ra ở một người Scotland bị hỏng não trong một vụ tai nạn xe máy:
The patient's symptoms occurred in the context of more general feelings of unreality and [of] being dead. In January 1990, after his discharge from hospital in Edinburgh, his mother took him to South Africa. He was convinced that he had been taken to Hell (which was confirmed by the heat) and that he had died of sepsis (which had been a risk early in his recovery), or perhaps from AIDS (he had read a story in The Scotsman about someone with AIDS who died from sepsis), or from an overdose of a yellow fever injection. He thought he had "borrowed [his] mother's spirit to show [him] around Hell" and that she was asleep in Scotland.

Bài báo Trầm cảm vị trí tái phát với chứng ảo tưởng Cotard (2005) mô tả trường hợp của một cậu bé mười bốn tuổi mắc hội chứng Cotard sau cơn động kinh. Tiền sử sức khỏe tâm thần của bệnh nhân là một cậu bé thể hiện các chủ đề về cái chết, nỗi buồn kinh niên, giảm hoạt động thể chất trong thời gian vui chơi, rút lui xã hội và rối loạn chức năng sinh học.
Khoảng hai lần một năm, cậu bé bị các đợt kéo dài từ ba tuần đến ba tháng. Trong mỗi khoảng thời gian đó, cậu bé nói rằng mọi người và mọi thứ đều đã chết (kể cả cây cối), tự mô tả mình như một xác chết và cảnh báo rằng thế giới sẽ bị hủy diệt trong vòng vài giờ. Trong suốt khoảng thời gian này, cậu bé không phản ứng với những kích thích thú vị và không quan tâm đến các hoạt động xã hội.